# Олений (остров, Вуокса)
Остров Олений, также Лосиный — крупнейший остров в озере Вуокса. До середины XX века назывался Хирвисаари (фин. Hirvisaari — Лосиный остров). Площадь — около 18 км². Постоянное население — 2 человека. Относится к Ларионовскому сельскому поселению.

## Описание
Расположен в южной части крупнейшего озера Карельского перешейка — озера Вуокса, в 4 км к югу от посёлка Яркое. Длина острова составляет около 5 км, ширина — 4 км. На острове существует пристань для катеров и здания бывшей турбазы, где постоянно проживают 2 человека. В летние месяцы по берегам острова селятся туристы и рыболовы-любители. Природа представляет собой еловые и сосновые леса, встречаются выходы бараньих лбов, бывшие сенокосы.

## История
Первым населением острова были карелы, упоминание поселений на острове встречается в 1500 году в Писцовой книге Водской пятины, тогда они относились к Корельскому уезду. В XVII веке православное карельское поселение постепенно покидает остров и сменяется лютеранским финским. Административно остров входил в волость Ряйсяля, и к концу 1930-х состоял из четырёх десятков домов, являясь самым большим на Вуоксе. В 1950-х годах на Оленьем был организован филиал рыболовецкого колхоза, однако вскоре он был закрыт. На его месте поместилась небольшая база отдыха, относящаяся к железнодорожному ведомству. Сообщение с материком осуществлялось посредством пассажирского катера, с 1941 г.ходившего из Приозерска в посёлок Горы, заходя и на остров. Также для нужд сельхозпредприятия посёлка Кротово у которого на Оленьем располагались покосы, из Кротова ходил паром. На рубеже 80-x и 90-х годов база закрылась, и регулярное сообщение с островом прекратилось.